# Ovodynerus willowmorensis
Ovodynerus willowmorensis är en stekelart som beskrevs av Giordani Soika 1985. Ovodynerus willowmorensis ingår i släktet Ovodynerus och familjen Eumenidae. Utöver nominatformen finns också underarten O. w. erlandssoni.